# Lachlan Elmer
Pour les articles homonymes, voir Elmer.
Lachlan Elmer (né le 7 juin 1969 à Melbourne) est un joueur de hockey sur gazon australien. Il participe aux Jeux olympiques d'été de 1992 et aux Jeux olympiques d'été de 1996. En 1992, il remporte la médaille d'argent de la compétition et en 1996, il remporte la médaille de bronze. Il est le frère de James Elmer.

## Palmarès

### Jeux olympiques
- Jeux olympiques de 1992 à Barcelone,  Espagne
  -  Médaille d'argent.
- Jeux olympiques de 1996 à Atlanta,  États-Unis
  -  Médaille de bronze.